# Ephemerum papillosum
Ephemerum papillosum är en bladmossart som beskrevs av Coe Finch Austin 1870. Ephemerum papillosum ingår i släktet dagmossor, och familjen Ephemeraceae. Inga underarter finns listade i Catalogue of Life.